# Anthem (альбом)
Anthem — второй студийный альбом английской певицы Тойи Уиллкокс, записанный в Marquee Studio и выпущенный лейблом Safari Records 21 мая 1981 года. В июне альбом поднялся в до 2-го места в UK Albums Chart. Синглом из него вышел трек «I Want To Be Free» (#8), ранее трек «It’s A Mystery» вошёл в Four from Toyah EP (#4). Впоследствии альбом стал дважды платиновым. В 1999 году Anthem был перевыпущен на CD лейблоv Connossier Records.

## Список композиций
- «I Want To Be Free» (Willcox/Bogen)
- «Obsolete» (Willcox/Bogen/Glockler)
- «Pop Star» (Willcox/Lee/Glockler)
- «Elocution Lesson» (Willcox/Bogen)
- «Jungles Of Jupiter» (Willcox/Bogen/Spalding)
- «I Am» (Willcox/Bogen)
- «It’s A Mystery» (Keith Hale)
- «Masai Boy» (Willcox/Lee/Willcox)
- «Marionette» (Willcox/Bogen)
- «Demolition Men» (Willcox/Lee)
- «We Are» (Willcox/Bogen)[2]

## Бонус-треки (CD)
- «Revelations» (Bogen/Willcox)
- «War Boys» (Willcox)
- «Angels & Demons» (Willcox/Hale)
- «Thunder In The Mountains» (Willcox/Lee/Glockler)
- «Walkie Talkie» (Willcox/Bogen)
- «Alien» (Willcox/Bogen/Glockler)
- «For You» (Willcox/Bogen)

## Участники записи
- Тойа Уиллкокс — вокал
- Joel Bogen — гитара
- Nigel Glockler — ударные
- Phil Spalding — бас
- Adrian Lee — клавишные

Студия
- Продюсер — Nick Tauber
- Аранжировка — Toyah Willcox
- Звукоинженер — Phil Harding